# Martin Miller (Fabrikant, 1769)
Martin Miller, eigentlich Martin Mühler (* 28. April 1769 in Wien; † 21. April 1833 in St. Aegyd) war ein österreichischer Stahlwarenfabrikant.

## Leben
Er stammte aus der aus Franken eingewanderten Kunstschmiedefamilie Mühler. Als Geselle ging er nach England und nannte sich nach seiner Rückkehr Miller. 1804 nahm er in Gumpendorf den ersten Tiegelstahlofen Österreichs in Betrieb. 1825 erwarb er gemeinsam mit Daniel Fischer eine Schmiede in St. Aegyd und errichtete dort ein Stahlwerk.
Die Millergasse im 6. Wiener Gemeindebezirk, Mariahilf, ist nach ihm und seinen Nachkommen benannt.